# Genista ulicina
Genista ulicina är en ärtväxtart som beskrevs av Édouard Spach. Genista ulicina ingår i släktet ginster, och familjen ärtväxter. Inga underarter finns listade i Catalogue of Life.